# 불랑제섬두나트
불랑제섬두나트(Sminthopsis boullangerensis)는 주머니고양이목 주머니고양이과에 속하는 유대류의 일종이다. 오스트레일리아 웨스턴오스트레일리아주의 불랑제 섬에서만 발견되는 두나트이다. 이전에는 회색배두나트(S. griseoventer)의 아종으로 간주했고, 2008년 국제 자연 보전 연맹(IUCN)은 분류 등급을 매기지 않았다.(1996년 목록에서는 멸종위급종으로 분류했다.) 1999년 환경보호 및 생물다양성 보존 조례는 불랑제섬두나트를 취약근접종으로 분류했다.